# Thorsten
Thorsten, ook gespeld als Thorstein, Torstein en Torsten, is een Scandinavische voornaam die is afgeleid van de Oudnoorse naam Þórsteinn. Het is een samenstelling van het theoniem Þór (Thor) en steinn ('steen'), in het Ouddeens en Oudzweeds gespeld als Thor en sten.
De naam behoort tot een groep Oudnoorse namen die het theoniem Thor bevatten, zoals Þórarin, Þórhall, Þórkell, Þórfinnr, Þórvald, Þórvarðr en Þórolf.
Tevens kwam de naam voor in het middeleeuwse IJsland. Een voorbeeld hiervan is de Viking Thorstein Eriksson, die in de 10e eeuw leefde.
De Engelse achternaam Thurston is vermoedelijk afgeleid van deze voornaam, zo ook de Engelse voornaam Dustin. Als moderne voornaam zijn de varianten Thorsten en Torsten relatief populair in Duitsland.
De Finse variant is Torsti, de Samische variant Dorste.
Tóti is een Faeröerse huisdiervorm van de naam.

## Bekende naamdragers
- Thorsten Nordenfelt (1842-1920), Zweedse uitvinder
- Thorstein Veblen (1857-1929), Noors-Amerikaans econoom en socioloog
- Torsten Ullman (1908-1993), Zweeds olympisch schutter
- Torsten Hägerstrand (1916-2004), Zweeds geograaf
- Torsten Nilsson (1920-1999), Zweeds componist
- Torsten Wiesel (1924), Zweeds neuroloog en Nobelprijswinnaar
- Torsten Andersson (1926), Zweeds kunstschilder
- Torsten Hallman (1939), Zweeds voormalig motorcrosser
- Torsten Palm (1947), Zweeds voormalig Formule 1-coureur
- Torsten-Frank Andersen (1949), Deens voormalig voetballer
- Torsten Reißmann (1956-2009), Oost-Duits judoka
- Torsten Giedeon (1957), Duits golfprofessional
- Thorsten Hoffmann (1961), Duits politicus
- Torsten Gütschow (1962), Duits voormalig voetballer
- Torstein Aagaard-Nilsen (1964), Noors componist
- Torsten de Winkel (1965), Duits jazzgitarist
- Thorsten Kaye (1966), Brits-Duits acteur
- Thorsten Wollmann (1966), Duits componist
- Thorsten Fink (1967), Duits voetbalcoach en voormalig profvoetballer
- Torsten Gutsche (1968), Duits kanovaarder
- Thorsten Kinhöfer (1968), Duits voormalig voetbalscheidsrechter
- Thorsten Wilhelms (1969), Duits wielrenner
- Torsten Haß (1970), Duits dichter en schrijver
- Torsten Ulmer (1970), Duits botanicus
- Torsten Stenzel (1971), Duits dj
- Torsten Schmidt (1972), Duits wielrenner
- Torsten Lieberknecht (1973), Duits voetbaltrainer
- Torsten Frings (1976), Duits voetbalcoach en voormalig profvoetballer
- Thorstein Helstad (1977), Noors voetballer
- Torstein Lofthus (1977), Noors drummer
- Thorsten Quaeschning (1977), Duits multi-instrumentalist
- Thorsten Hohmann (1979), Duits poolbiljarter
- Torsten Hiekmann (1980), Duits voormalig wielrenner
- Thorsten Kirschbaum (1987), Duits profvoetballer
- Thorsten Margis (1989), Duits bobsleeremmer
- Torstein Træen (1995), Noors wielrenner